# Michał Partyka
Michał Partyka, również jako Michał Jakub Partyka (ur. 28 lutego 1985 w Szczecinie) – polski śpiewak operowy (baryton).
Absolwent Akademii Muzycznej w Poznaniu w klasie Jerzego Mechlińskiego. Laureat I nagrody oraz dwóch nagród specjalnych na 50. Międzynarodowym Konkursie Wokalnym im. Francisco Vinasa w Barcelonie (2013) oraz wyróżnienia na 2. Międzynarodowym Konkursie Wokalistyki Operowej im. Adama Didura w Bytomiu (2008). Występował m.in. w Opera Bastille w Paryżu, Operze na Zamku w Szczecinie, Operze Śląskiej w Bytomiu, Teatro alla Scala w Mediolanie, Teatrze Wielkim – Operze Narodowej w Warszawie, Teatrze Wielkim w Poznaniu, Węgierskiej Operze Państwowej.

## Wybrane partie operowe
- Don Giovanni (Don Giovanni, Mozart)
- Eugeniusz Oniegin (Eugeniusz Oniegin, Czajkowski)
- Escamillo (Carmen, Bizet)
- Guglielmo (Così fan tutte, Mozart)
- Marullo (Rigoletto, Verdi)